# Zenarchopterus robertsi
Zenarchopterus robertsi är en fiskart som beskrevs av Collette 1982. Zenarchopterus robertsi ingår i släktet Zenarchopterus och familjen Hemiramphidae. IUCN kategoriserar arten globalt som livskraftig. Inga underarter finns listade i Catalogue of Life.